# Kamionek Wielki (powiat węgorzewski)
Kamionek Wielki – osada w Polsce położona w województwie warmińsko-mazurskim, w powiecie węgorzewskim, w gminie Węgorzewo.
W latach 1975–1998 miejscowość administracyjnie należała do województwa suwalskiego.
Kamionek Wielki położony jest przy skrzyżowaniu dróg ze Sztynortu do Tarławek i z Pniewa do Stawisk. W Kamionku Wielkim znajduje się nieczynna stacja kolejowa na linii kolejowej Kętrzyn – Węgorzewo.